# Younes Al Shibani
Younes Hussein Al Shibani (Tripoli, 27 giugno 1981) è un ex calciatore libico, di ruolo difensore.

## Carriera

### Club
Ha giocato nei campionati libico, saudita e marocchino.

### Nazionale
Ha esordito con la maglia della nazionale libica nel 2003.